# Двоичен логаритъм
Двоичният логаритъм е математическа функция, вид логаритъм с основа числото 2. Дефинира се като:
{\displaystyle \log _{2}(x)=y} тогава и само тогава, когато {\displaystyle 2^{y}=x}.
Стандартното означение на функцията според ISO 31-11 e от вида lb x, но понякога се използва и общото означение за логаритми log2x.
Двоичният логаритъм е използван за пръв път от Леонард Ойлер в теорията на музиката – двоичният логаритъм от съотношението на честотите на два музикални тона е равен на броя октави между тях. Двоичните логаритми може да се използват за изчисляване на дължината на представянето на дадено число в двоична бройна система или на броя битове за кодиране на дадено съобщение в информатиката. Те имат приолжения и в компютърните науки, комбинаториката, биоинформатиката, планирането на спортни турнири и фотографията.